# Цыкина, Анна Алексеевна
Анна Алексеевна Цыкина (4 октября 1981) — российская футболистка, защитница.

## Биография
В 2002 году была в заявке клуба высшем дивизионе России «Волжанка» (Чебоксары), клуб прекратил участие в чемпионате после первого круга. Во второй половине сезона спортсменка перешла в клуб первого дивизиона «Ника» (Нижний Новгород). В первой половине 2003 года сыграла 4 матча в высшем дивизионе в составе клуба «Энергетик-КМВ» (Кисловодск). По состоянию на 2007 год играла за аутсайдера первой лиги клуб «Дана» (Москва).